# Pierwomajskij (rejon totiemski)
Pierwomajskij (ros. Первомайский) – wieś w Rosji, w rejonie totiemskim obwodu wołogodzkiego. W 2010 r. liczyła 58 mieszkańców.